# Arrastre (tauromàquia)
En el món de la tauromàquia, l'arrastre (del castellà, «arrossegament») és el tren de mules que arrossega el cadàver del toro fora de la pista de la plaça de toros, anomenada ruedo.

## Descripció
L'arrastre, conduït pels mulilleros, desfila al final del paseo, després dels alguaziles i les quadrilles. L'arrastre intervé al final de cada lídia, per treure del ruedo el cos del toro per portar-lo al matadero (escorxador), on serà immediatament tallat i venut com a carn a les carnisseries. Si l'animal ha estat valent, serà honorat abans de la seva retirada amb una vuelta (una volta al ruedo davant del públic dempeus).

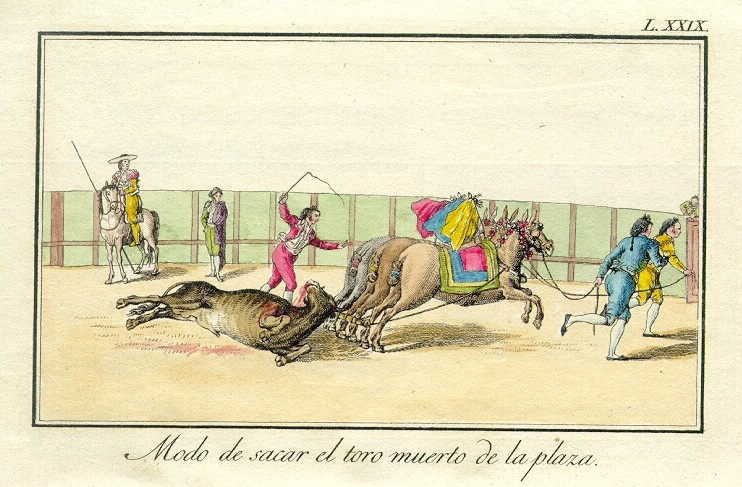
Tauromàquia (làmina 29), per José Delgado y Galvez, 1804
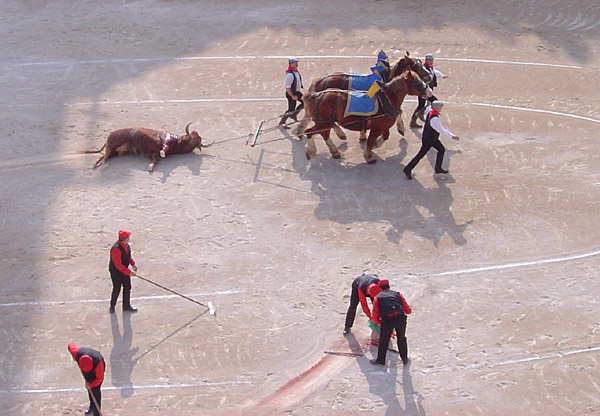
L'arrastre arrossega el cos del toro fora del ruedo. Els areneros, empleats de la plaça de toros, netegen la sorra entre toro i toro. Plaça de toros d'Arles
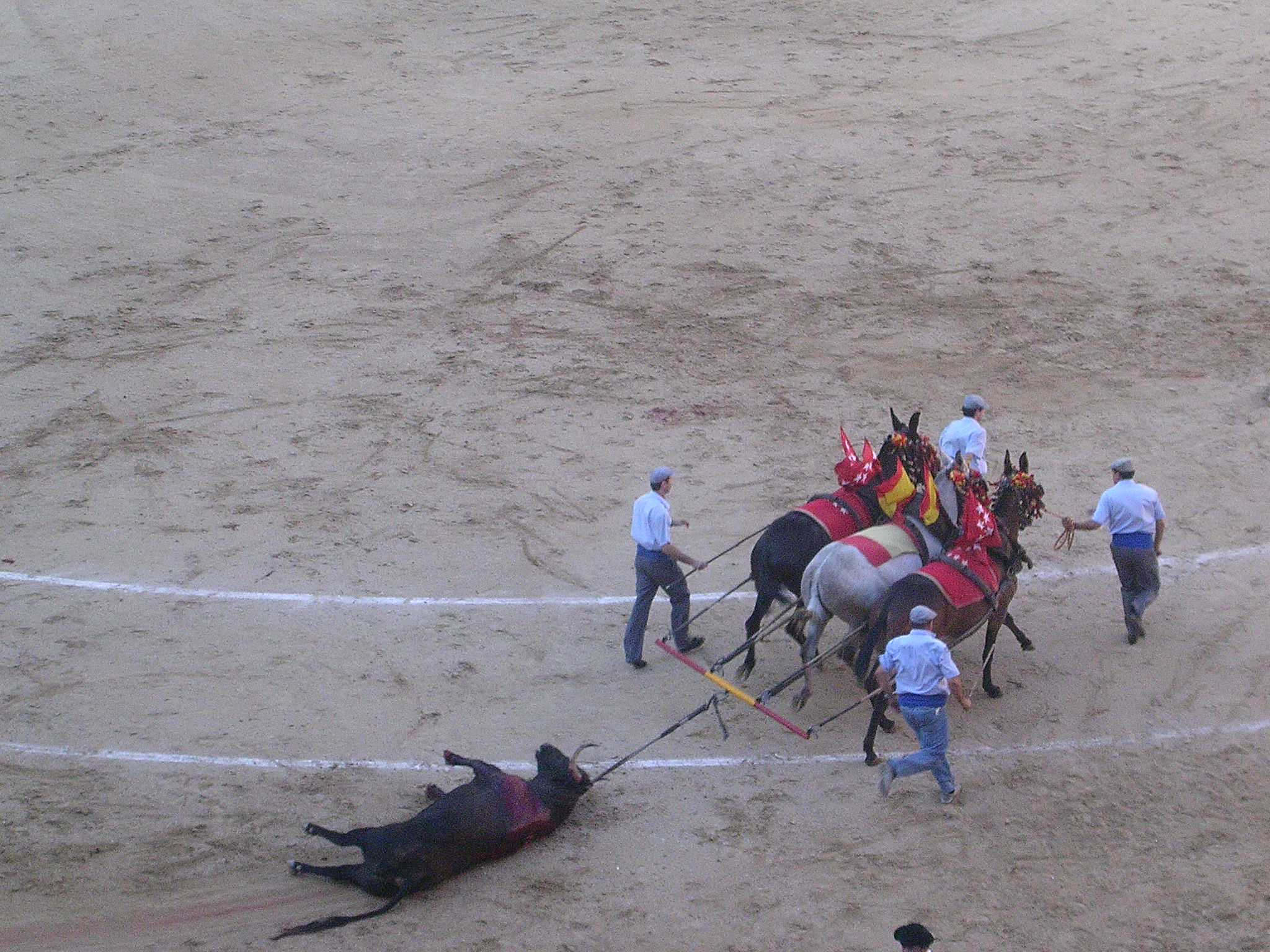
Arrastre a la Plaça de toros de Las Ventas, Madrid
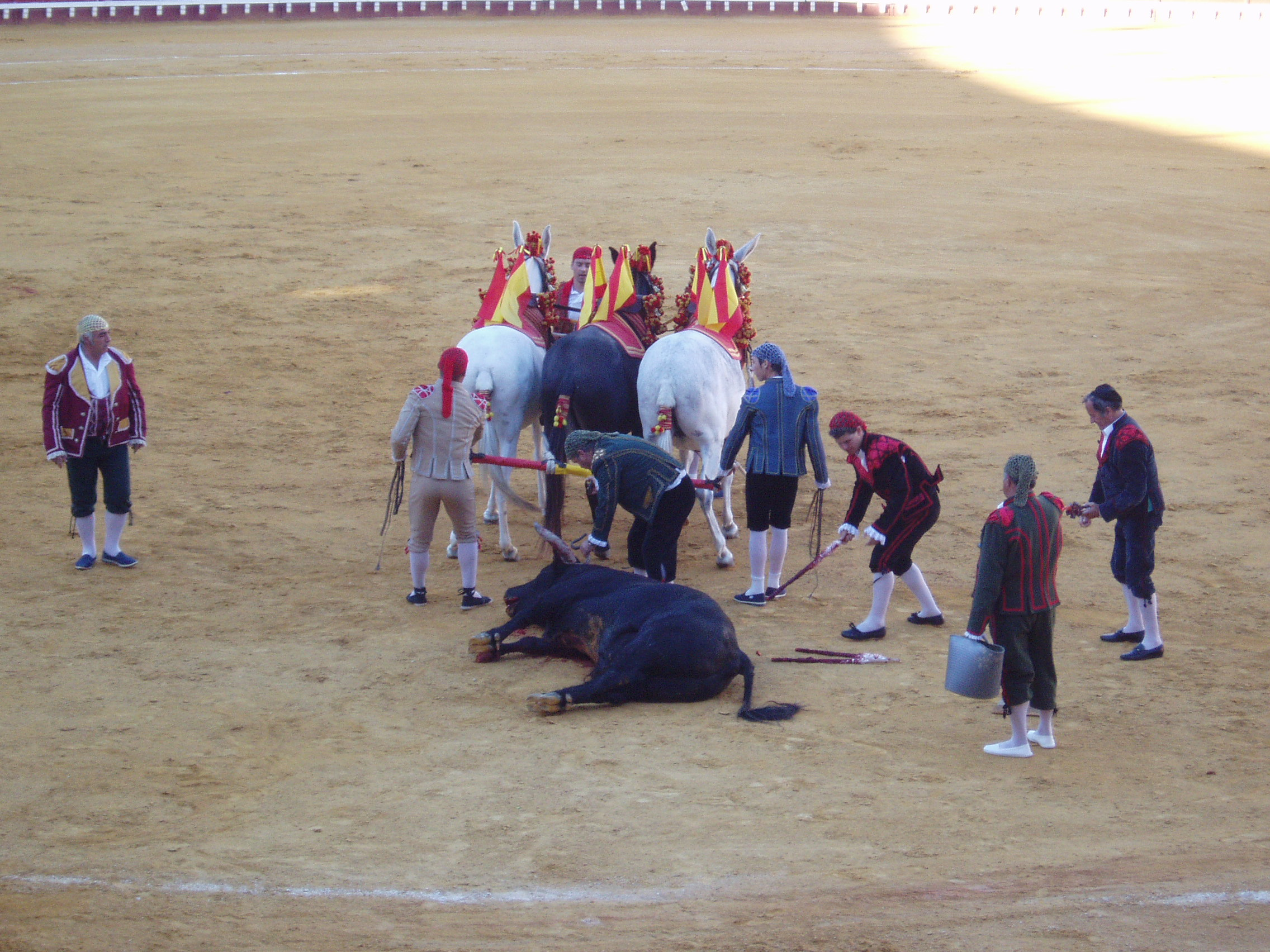
Arrastre d'una corrida goyesca

## Història
En el passat, el tren d'arrastre també es feia servir per treure els cadàvers dels cavalls morts. Aleshores, s'utilitzaven dos trens d'arrossegament que desfilaven durant el passeig, cosa que no es fa més, ja que actualment els cavalls no moren pels cops de banya degut a la protecció del peto. L'article 33 del Reglament de la Unió de les ciutats taurines franceses preveu que de vegades aquest tren d'arrastre es pugui substituir, en petites places de toros amb pressupostos baixos, per vehicles motoritzats. La ciutat de Nîmes, però, ha conservat la tradició dels dos trens d'arrastre. El 1956, a Sòria, fins i tot es va parlar de substituir definitivament les mules per un tractor, cosa que va aixecar un clam de la Reial Federació Taurina d'Espanya que va fer retirar el projecte.

## Importància
Per al ramader, el moment de l'arrastre és particularment important. Segons el comportament del toro, el criador serà aplaudit (toro brau) o serà objecte d'una bronca si el toro fos mans, mal presentat, cops de banya insuficients, encaste dolent, o fugitiu.